# Duckeella adolphii
Duckeella adolphii är en orkidéart som beskrevs av Paulo Campos Porto och Alexander Curt Brade. Duckeella adolphii ingår i släktet Duckeella och familjen orkidéer. Inga underarter finns listade i Catalogue of Life.